# Karl Urban (ministr)
Karl Urban (1. září 1855 Praha-Malá Strana – konec října 1940 Praha) byl rakousko-uherský, respektive předlitavský podnikatel a politik sudetoněmeckého původu, v letech 1916–1917 ministr obchodu Předlitavska, po roce 1918 ministr živností, průmyslu a obchodu Rakouska.

## Biografie
Vystudoval právo na Karlo-Ferdinandově univerzitě v Praze, kde získal titul doktora práv v roce 1881. Pak převzal vedení rodinného pivovaru, který byl v držení rodiny po půldruhého století. Byl členem německé sekce zemské zemědělské rady, pražské Obchodní a živnostenské komory, ředitelství české spořitelny, správním radou hospodářské úvěrní banky, viceprezidentem spolku pro průmysl pivovarský a viceprezidentem německého ústředního svazu družstev. Byl také činný politiky. V roce 1895 zasedl jako poslanec na Český zemský sněm.
Ve volbách do Říšské rady roku 1901 se stal poslancem Říšské rady (celostátní parlament), kde reprezentoval kurii obchodních a živnostenských komor, obvod Liberec. Mandát obhájil ve volbách do Říšské rady roku 1907 konaných již podle rovného volebního práva, tedy bez kurií. Zvolen byl za okrsek Čechy 087. Opětovně byl zvolen za týž obvod i ve volbách do Říšské rady roku 1911 a ve vídeňském parlamentu setrval do zániku monarchie.
Na Říšské radě zastupoval střechový svaz etnických Němců Deutscher Nationalverband (Německý národní svaz). Sám byl členem Německé pokrokové strany. V letech 1899–1902 a 1911–1913 předsedal finanční komisi zemského sněmu. V období let 1908–1913 byl zástupcem předsedy (nejvyššího maršálka) zemského sněmu. Zasloužil se o reformu zemských financí. K roku 1918 se uvádí rovněž jako člen Panské sněmovny.
Od roku 1902 zastával post předsedy správní rady akciového pivovaru v Plzni, který se v soutěži s plzeňským měšťanským Prazdrojem stále více orientoval na etnicky německé zákazníky. Ve správní radě zavedl větší disciplínu a zvýšil vliv správní rady na chod podniku.
Za vlády Heinricha Clam-Martinice se stal ministrem obchodu. Funkci zastával od 20. prosince 1916 do 22. června 1917.
Po válce zasedal v letech 1918–1919 jako poslanec Provizorního národního shromáždění Německého Rakouska (Provisorische Nationalversammlung) za klub Deutscher Nationalverband. Zároveň měl i vládní post. Od 30. října 1918 do 15. března 1919 byl státním tajemníkem (ministrem) živností, průmyslu a obchodu Německého Rakouska v první vládě Karla Rennera. Je v ní uváděn jako zástupce Křesťansko-sociální strany. Po odchodu z politiky přesídlil zpět do Prahy.